# Sunwoo Eun-sook
Sun Woo Eun Sook (tiếng Hàn: 선우은숙) là một nữ diễn viên nổi tiếng trong làng điện ảnh - truyền hình Hàn Quốc. Tên tuổi của bà gắn liền với những bộ phim truyền hình rất thành công của Đài Truyền hình SBS trong mấy năm gần đây như: Trái tim mùa thu, Ngôi nhà hạnh phúc...

## Những phim đã tham gia
1. Hãy cười lên nào (2007) Sun Woo Eun Sook
2. Vợ tôi đã trở lại (2009)
3. Ngôi nhà hạnh phúc (2004) … Mẹ Lee Young Jae
4. All In (2003) - Yoon Hye Sun (mẹ Choi Jung-won)
5. Khăn tay màu vàng (2003)
6. Bạn bè (2002)
7. Trái tim mùa thu (2000) … Mẹ Joon Suh